# AVN Award for Best Foreign-Shot Anal Sex Scene
L'AVN Award for Best Foreign-Shot Anal Sex Scene è un premio pornografico assegnato agli attori impegnati in una scena anale di produzione straniera votata come migliore dalla AVN, l'ente che assegna gli AVN Awards, riconosciuti come i migliori premi del settore. Dal 2022 il premio è noto come Best International Anal Sex Scene.
Come per gli altri premi, viene assegnato nel corso di una cerimonia che si svolge a Las Vegas, solitamente nel mese di gennaio, dal 2019.

## Vincitori

### Anni 2010
| Anno | Vincitori                               | Titolo       |
| ---- | --------------------------------------- | ------------ |
| 2019 | Cléa Gaultier Kristof Cale Charlie Dean | The Prisoner |

### Anni 2020
| Anno | Vincitori                    | Titolo                        |
| ---- | ---------------------------- | ----------------------------- |
| 2020 | Misha Cross Ramón Nomar      | Elements                      |
| 2021 | Naomi Swann Christian Clay   | Young Tushy                   |
| 2022 | Jia Lissa Christian Clay     | Jia                           |
| 2023 | Vina Sky Vince Karter        | Vina Sky: French Tour De Anal |
| 2024 | Vanessa Alessia Vince Karter | In Vogue Part 2               |
| 2025 | Ella Hughes Xander Corvus    | Scandalous – Scene 1          |